# 26340 Evamarková
26340 Evamarková là một tiểu hành tinh vành đai chính với chu kỳ quỹ đạo là 1329.5449673 ngày (3.64 năm).
Nó được phát hiện ngày 13 tháng 12 năm 1998.